# 1690
| [ Edytuj tabelę ]              | |
| Król Polski                    | - 1674 Jan III Sobieski 1696 |
| Współksiążęta Andory           | - 1689 Oleguer de Montserrat i Rufet 1694 - 1643 Ludwik XIV 1715                                                                            |
| Król Anglii i Szkocji          | - 1689 Wilhelm III Orański 1694 - 1689 Maria II 1694                                                                                        |
| Elektor Bawarii                | - 1679 Maksymilian II Emanuel 1726 |
| Elektor Brandenburgii          | - 1688 Fryderyk III 1701 |
| Sułtan Brunei                  | - 1673 Muhyiddin 1690 - 1690 Nassaruddin 1705                                                                                               |
| Cesarz Chin                    | - 1661 Kangxi 1722 |
| Król Czech                     | - 1657 Leopold I Habsburg 1705 |
| Król Danii                     | - 1670 Chrystian V 1699 |
| Dalajlama                      | - 1683 Cangjang Gjaco 1706 |
| Cesarz Etiopii                 | - 1682 Ijasu Wielki 1706 |
| Król Francji                   | - 1643 Ludwik XIV 1715 |
| Król Hiszpanii                 | - 1665 Karol II 1700 |
| Landgraf Hesji-Kassel          | - 1670 Karol I Heski 1730 |
| Stadhouder Holandii            | - 1672 Wilhelm III Orański 1702 |
| Szach Iranu                    | - 1666 Safi II 1694 |
| Państwo Wielkich Mogołów       | - 1658 Aurangzeb 1707 |
| Król Irlandii                  | - 1689 Wilhelm III Orański 1702 |
| Cesarz Japonii                 | - 1687 Higashiyama 1709 |
| Kalif                          | - 1687 Sulejman II 1691 |
| Patriarcha Konstantynopola     | - 1689 Kallinik II 1693 |
| Władca Korei                   | - 1674 Sukjong 1720 |
| Książę Kurlandii i Semigalii   | - 1682 Fryderyk Kazimierz Kettler 1698 |
| Sułtan Maroka                  | - 1672 Maulaj Isma’il 1727 |
| Książę Monako                  | - 1662 Ludwik I 1702 |
| Król Nawarry                   | - 1643 Ludwik XIV 1710 |
| Król Norwegii                  | - 1670 Chrystian V 1699 |
| Sułtan Omanu                   | - 1688 Balarab ibn Sultan 1692 |
| Elektor Palatynatu             | - 1685 Filip Wilhelm 1690 - 1690 Jan Wilhelm 1716                                                                                           |
| Papież                         | - 1689 Aleksander VIII 1691 |
| Książę Parmy i Piacenzy        | - 1646 Ranuccio II 1694 |
| Król Portugalii                | - 1683 Piotr II 1706 |
| Książę w Prusach               | - 1688 Fryderyk 1701 |
| Car Rosji                      | - 1682 Iwan V 1696 - 1682 Piotr I Wielki 1725                                                                                               |
| Cesarz Rzymski (niemiecki)     | - 1658 Leopold I Habsburg 1705 |
| Kapitanowie Regenci San Marino | - 1689 Carlo Loli Gaspare Calbini 1690 - 1690 Gio. Antonio Belluzzi Melchiorre Martelli 1690 - 1690 Ottavio Leonardelli Lorenzo Giangi 1691 |
| Elektor Saksonii               | - 1680 Jan Jerzy III Wettyn 1691 |
| Król Szwecji                   | - 1660 Karol XI 1697 |
| Król Tajlandii                 | - 1688 Phet Racha 1703 |
| Sułtan Turków                  | - 1687 Sulejman II 1691 |
| Doża Wenecji                   | - 1688 Francesco Morosini 1694 |
| Król Węgier                    | - 1655 Leopold I 1705 |
| Książęta Wirtembergii          | - 1677 Eberhard Ludwik 1733 |

Rok 1690 / MDCXC
stulecia: XVI wiek ~
XVII wiek ~
XVIII wiek

lata: 1680 «
1685 «
1686 «
1687 «
1688 «
1689 «
1690
» 1691
» 1692
» 1693
» 1694
» 1695
» 1700

## Wydarzenia w Polsce
- Założenie Suwałk przez kamedułów wigierskich.

## Wydarzenia na świecie
- 3 lutego – w Massachusetts Bay Colony wprowadzono do obiegu pierwsze na kontynencie północnoamerykańskim banknoty.
- 10 czerwca – beatyfikacja świętej Kingi.
- 1 lipca – wojna Francji z Ligą Augsburską: wojska francuskie odniosły miażdżące zwycięstwo nad siłami sprzymierzonych w bitwie pod Fleurus.
- 10 lipca – wojna Francji z Ligą Augsburską: bitwa morska pod Beachy Head.
- 12 lipca – wojna irlandzka: Wilhelm III Orański zwyciężył w bitwie nad Boyne.
- 14 lipca – wojna irlandzka: zwycięskie wojska Wilhelma III Orańskiego wkroczyły do Dublina.
- 18 sierpnia – wojna Francji z Ligą Augsburską: bitwa pod Staffardą.
- 24 sierpnia – założenie miasta Kalkuta w Indiach przez Brytyjską Kompanię Wschodnioindyjską.
- 8 września – V wojna austriacko-turecka: bitwa morska pod Mytilini.
- 25 września – Ameryka: rozpoczęto wydawanie pierwszego dziennika Publick Occurrences Both Foreign and Domestick.

## Urodzili się
- 22 stycznia – Nicolas Lancret, francuski malarz rokokowy (zm. 1743)
- 1 marca – Silvio Valenti Gonzaga, włoski duchowny, tytularny arcybiskup Nicei, nuncjusz apostolski we Flandrii i Hiszpanii (zm. 1756)
- 18 marca – Christian Goldbach, pruski matematyk (zm. 1764)
- 15 czerwca – Jan Aleksander Lipski, polski duchowny katolicki, kardynał, biskup łucki, biskup krakowski (zm. 1746)
- 20 czerwca – Johann Adolf von Loß, saski polityk i dyplomata (zm. 1759)
- 26 września – Charles Macklin, brytyjski aktor i dramaturg (zm. 1797)
- 5 listopada – Fryderyk Ludwik Wirtemberski, książę wirtemberski (zm. 1734)
- 1 grudnia – Philip Yorke, 1. hrabia Hardwicke, brytyjski arystokrata, prawnik i polityk, bliski współpracownik premiera ks. Newcastle, lord kanclerz (zm. 1764)
- 19 grudnia – Tomasz Baczyński, polski dramatopisarz, jezuita (zm. 1756)

## Zmarli
- 12 lutego – Charles Le Brun, malarz, architekt i dekorator francuski (ur. 1619)
- 18 kwietnia – Karol V Leopold, książę Lotaryngii (ur. 1643)
- 20 kwietnia – Maria Anna Bawarska, księżniczka bawarska, delfina Francji (ur. 1660)
- 24 lipca – Krzysztof od św. Katarzyny, hiszpański zakonnik, założyciel Braci Szpitalnych Jezusa Nazarejskiego, błogosławiony katolicki (ur. 1638)
- 17 października – Małgorzata Maria Alacoque, francuska wizytka, mistyczka, święta katolicka (ur. 1647)

## Święta ruchome
- Tłusty czwartek: 2 lutego
- Ostatki: 7 lutego
- Popielec: 8 lutego
- Niedziela Palmowa: 19 marca
- Wielki Czwartek: 23 marca
- Wielki Piątek: 24 marca
- Wielka Sobota: 25 marca
- Wielkanoc: 26 marca
- Poniedziałek Wielkanocny: 27 marca
- Wniebowstąpienie Pańskie: 4 maja
- Zesłanie Ducha Świętego: 14 maja
- Boże Ciało: 25 maja